# Сомервилл, Бад
Рэ́ймонд «Бад» Со́мервилл (англ. Raymond "Bud" Somerville; 27 января 1937, Сьюпириор, Висконсин — 13 октября 2023, Сьюпириор, Висконсин) — американский кёрлингист и тренер по кёрлингу. Один из самых известных в мире кёрлингистов США.
Двукратный чемпион мира среди мужчин, пятикратный чемпион США среди мужчин, участник демонстрационных турниров по кёрлингу на Зимних Олимпийских играх 1988 и 1992.
Играл на позициях четвёртого и третьего, был скипом команды. Возглавлял первую в истории «не канадскую» мужскую национальную команду, которая выиграла чемпионат мира по кёрлингу (в 1965 году).
В 2001 за вклад в развитие кёрлинга в международном масштабе удостоен почётной награды World Curling Freytag Award; в 2012 (как награждённый Freytag Award в прошлые годы) введён в Международный зал славы кёрлинга Всемирной федерации кёрлинга. Трижды введён в Зал славы Ассоциации кёрлинга США (англ. United States Curling Association Hall of Fame): лично в 1984, а вместе со своими командами, побеждавшими на чемпионатах мира — в 1994 и 2017.

## Достижения
- Зимние Олимпийские игры: бронза (1992 — демонстрационный вид).
- Чемпионат мира по кёрлингу среди мужчин: золото (1965, 1974), серебро (1969, 1981), бронза (1968).
- Чемпионат США по кёрлингу среди мужчин: золото (1965, 1968, 1969, 1974, 1981).
- Лучший кёрлингист года в США (англ. USA Curling Male Athlete of the Year): 1987.

## Команды
| Сезон   | Четвёртый     | Третий          | Второй           | Первый       | Запасной      | Турниры                   |
| ------- | ------------- | --------------- | ---------------- | ------------ | ------------- | ------------------------- |
| 1964—65 | Бад Сомервилл | Билл Страм      | Ал Ганье         | Том Райт     |               | ЧСША 1965 · ЧМ 1965       |
| 1967—68 | Бад Сомервилл | Билл Страм      | Ал Ганье         | Том Райт     |               | ЧСША 1968 · ЧМ 1968       |
| 1968—69 | Бад Сомервилл | Билл Страм      | Франклин Брэдшоу | Джин Овесен  |               | ЧСША 1969 · ЧМ 1969       |
| 1973—74 | Бад Сомервилл | Боб Николс      | Билл Страм       | Том Локен    |               | ЧСША 1974 · ЧМ 1974       |
| 1980—81 | Боб Николс    | Бад Сомервилл   | Боб Кристман     | Боб Бьюкенен |               | ЧСША 1981 · ЧМ 1981       |
| 1987—88 | Боб Николс    | Бад Сомервилл   | Том Локен        | Боб Кристман | Билл Страм    | ЗОИ 1988 (демо) (4 место) |
| 1991—92 | Бад Сомервилл | Тим Сомервилл   | Майк Страм       | Билл Страм   | Боб Николс    | ЗОИ 1992 (демо) ·         |
| 1994—95 | Тим Сомервилл | Майк Шнеебергер | Майлс Брандидж   | Джон Гордон  | Бад Сомервилл | ЧМ 1995 (4 место)         |

(скипы выделены полужирным шрифтом)

## Результаты как тренера национальных сборных
| Год  | Турнир                                       | Сборная       | Место |
| ---- | -------------------------------------------- | ------------- | ----- |
| 1999 | Чемпионат мира по кёрлингу среди мужчин 1999 | США (мужчины) | 4     |

## Частная жизнь
Из семьи кёрлингистов: и отец, и мать играли в кёрлинг, Бад играл в команде своего отца Рэя в 1951—1955.
Начал заниматься кёрлингом в 1949, в возрасте 11 лет.
Женат, двое детей — дочь Трейси и сын Тим. Тим Сомервилл — также известный американский кёрлингист, трижды чемпион США среди мужчин, Бад был в его команде запасным на чемпионате мира 1995.